# Øystein Fischer
Øystein Fischer, né le 9 mars 1942 à Bergen et mort le 19 septembre 2013, est un physicien norvégien spécialiste de la supraconductivité. Professeur à la Faculté des sciences de l’université de Genève, Øystein Fischer était également directeur et fondateur du Pôle de recherche suisse MaNEP (Materials with novel electronic properties), consacré à la recherche sur les matériaux électroniques du futur.

## Biographie
Øystein Fischer est né à Bergen, en Norvège, le 9 mars 1942. Après un poste d’assistant technique au laboratoire de recherche de Nera A/S à Bergen en Norvège, il a étudié la physique à l’École polytechnique de Zurich. Il a intégré l'université de Genève en 1967 et a obtenu sa thèse en 1971. Il a été nommé professeur assistant à l'université de Genève la même année. En 1977, il est désigné professeur ordinaire.

## Recherches et faits marquants
En 1975, il réalise les premiers composés supraconducteurs contenant un réseau régulier d'ions magnétiques, une découverte ouvrant ainsi une décennie de recherche internationale sur l’interaction entre le magnétisme et la supraconductivité. Ce travail a culminé en 1984 avec sa découverte de la supraconductivité induite par un champ magnétique.
Avec ses collaborateurs, le professeur Fischer a ensuite lancé les premiers réseaux artificiels de cuprates supraconducteurs, des travaux précurseurs de nombreux développements dans les nouveaux domaines des couches minces et des interfaces d’oxydes.
Dès 1986, il engage une partie de son équipe dans la microscopie à effet tunnel qui lui permet de sonder les propriétés fondamentales des supraconducteurs à haute température critique.
En 2001, il crée et prend la tête du Pôle de Recherche suisse MaNEP, consacré à l’étude de nouveaux matériaux électroniques aux propriétés nouvelles. Aujourd’hui le Pôle MaNEP rassemble 250 scientifiques à travers toute la Suisse.
Plus récemment, Øystein Fischer a également initié le Geneva Creativity Center dont le but est de stimuler les échanges entre le monde académique et les secteurs industriels afin de trouver des solutions innovantes aux défis technologiques futurs.
Il a également été à la tête du projet de « Centre universitaire des sciences astronomiques, physiques et mathématiques de Genève », l’un des projets phare de l’université de Genève.
Ces 20 dernières années, le professeur Øystein Fischer a focalisé ses recherches sur les supraconducteurs utilisant la microscopie à effet tunnel (STM) ainsi que la spectroscopie à effet tunnel (STS).

## Prix et honneurs
| Année     | Prix                                                           |
| --------- | -------------------------------------------------------------- |
| 1986-1987 | Theodore H. Geballe Professor, université Stanford, États-Unis |
| 1990      | Docteur honoris causa, université de Rennes, France            |
| 2005      | Gunnar Randers Research Prize, Oslo, Norvège                   |
| 2005      | Docteur honoris causa, université de Neuchâtel                 |
| 2008      | Tage Erlander Professorship, Swedish research council, Suède   |
| 2010      | Membre d'honneur de la Société suisse de physique              |
| 2012      | Kamerlingh Onnes prize, Washington                             |